# Jodia corsica
Jodia corsica är en fjärilsart som beskrevs av Paul Mabille 1867. Jodia corsica ingår i släktet Jodia och familjen nattflyn. Inga underarter finns listade i Catalogue of Life.